# Kaplica szpitalna 1. WSzKzP w Lublinie pw. Matki Bożej Bolesnej
Kaplica Szpitalna pw. Matki Bożej Bolesnej – kaplica szpitalna znajdująca się w budynku 1. Wojskowego Szpitala Klinicznego z Polikliniką w Lublinie.

## Historia opieki duszpasterskiej w szpitalu wojskowym w Lublinie
Od 28 listopada 1944 kapelanem 62 Szpitala Ewakuacyjnego ks. kpt. Mikołaj Puacz. Pozostał on duszpasterzem dla pacjentów szpitala w Lublinie, gdy powstał 66 Szpital Ewakuacyjny oraz kolejno Szpital Okręgowy. 2 stycznia 1946 kapelanem został ks. mjr Józef Świdnicki, który od 3 lutego 1947 objął urząd proboszcza Garnizonu Lublin. Od tego czasu nie było już formalnie wyznaczanych kapelanów, a posługę duszpasterską pełnili księża z Parafii Garnizonowej.
Decyzją Biskupa Polowego ks. gen. Sławoja Leszka Głodzia 1 lipca 1994 kapelani delegowani przez Ordynariat Polowy Wojska Polskiego wrócili do szpitala. Posługę kapelana pełnili: ks. kpt. Zbigniew Jaworski (1994–1995), ks. mjr Marian Słabek (1994–2012), ks. ppłk Jerzy Niedbała (2012–2013), ks. prałat. kmdr Roman Dziadosz (2013–2014) i ks. płk Kazimierz Krużel (2014–2015). Od roku 2015 kapelni szpitalni mianowani są przez arcybiskupa lubelskiego: pierwszym z nich był ks. por. Artur Janczarek (2015–2019), a kolejnym ks. Grzegorz Dobosz (od 2019).

Collegium Bobolanum 1926–1939
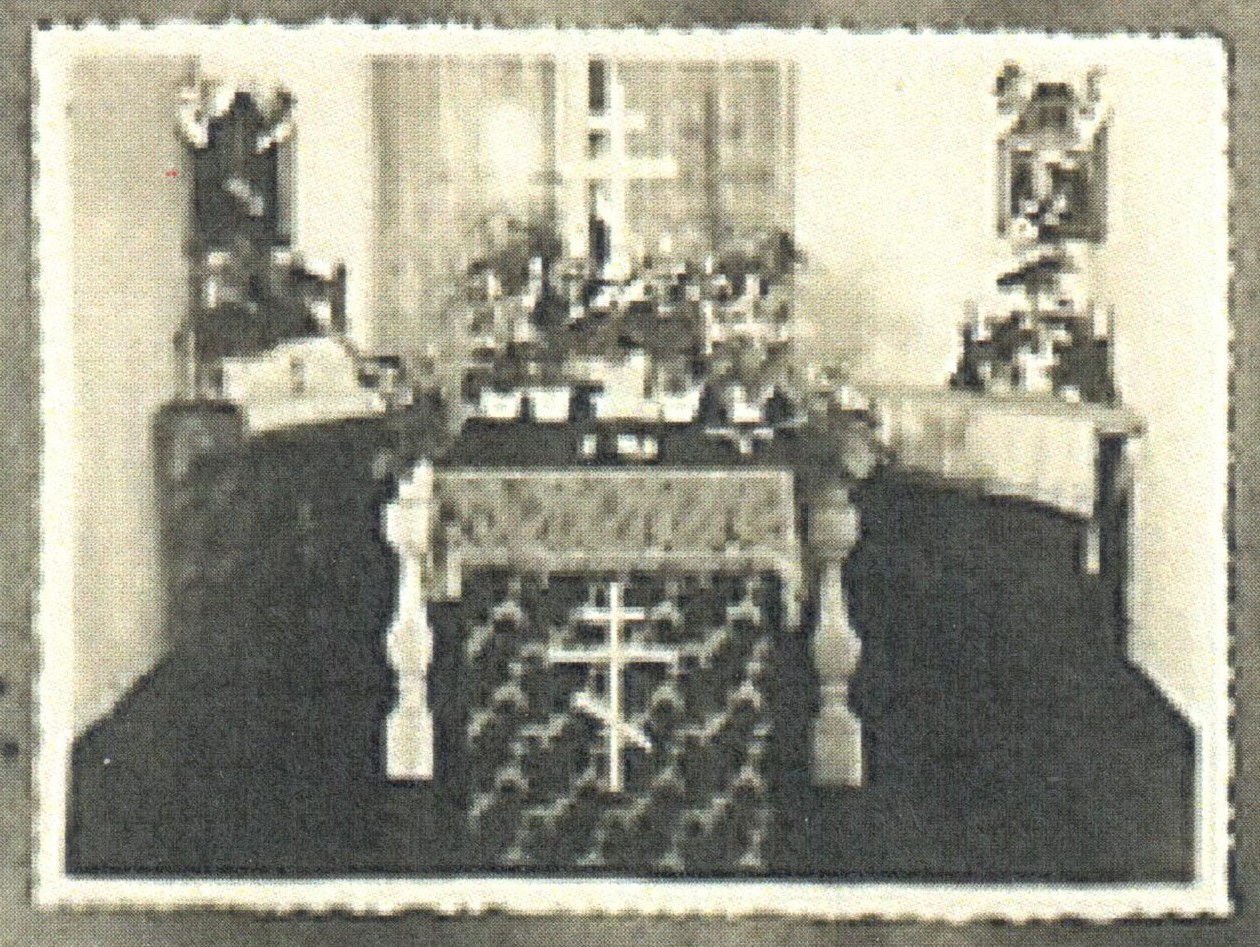
Ołtarz dla studentów obrządku wschodniego
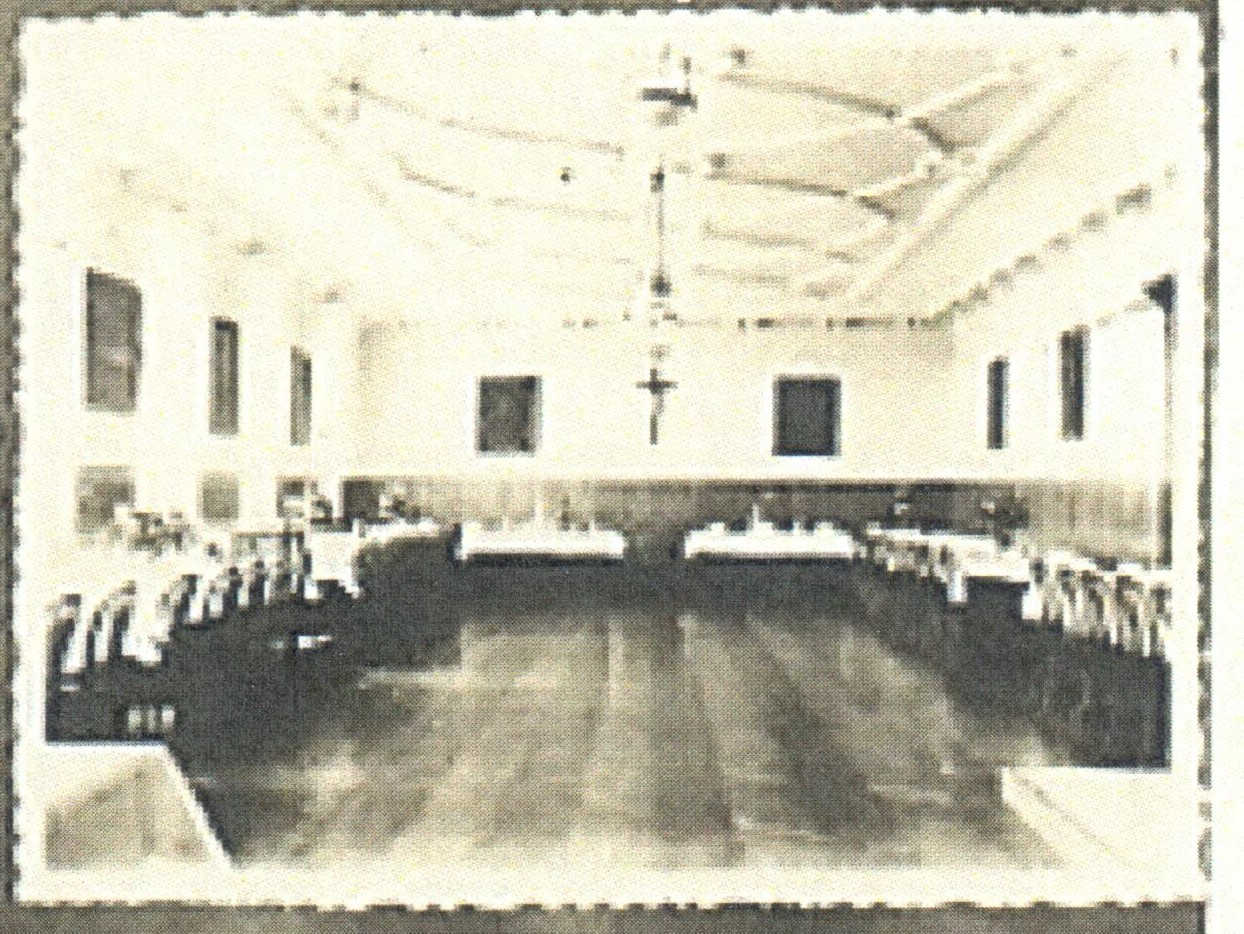
Refektarz (obecna kaplica)
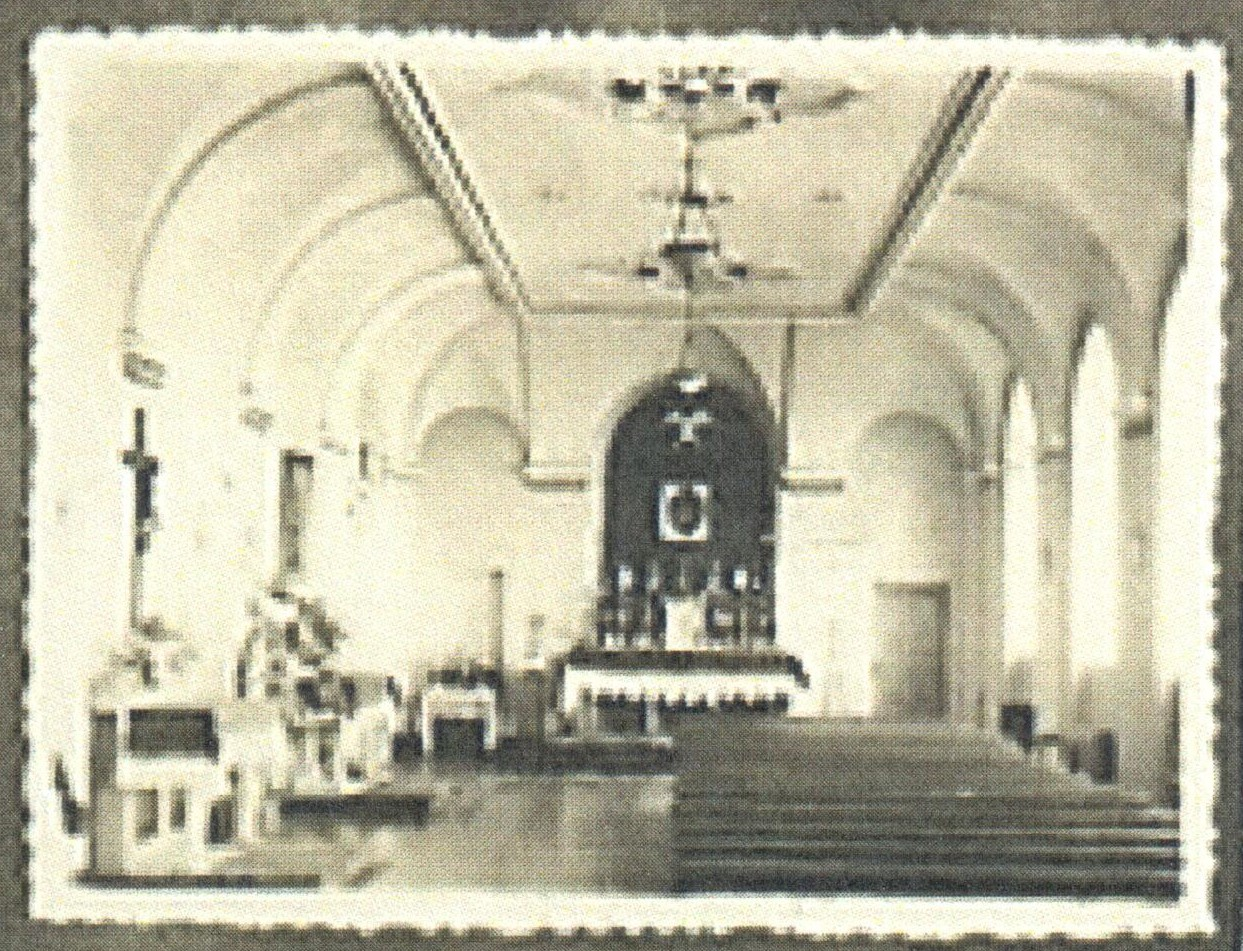
Pierwotna kaplica (obecnie oddział szpitalny)
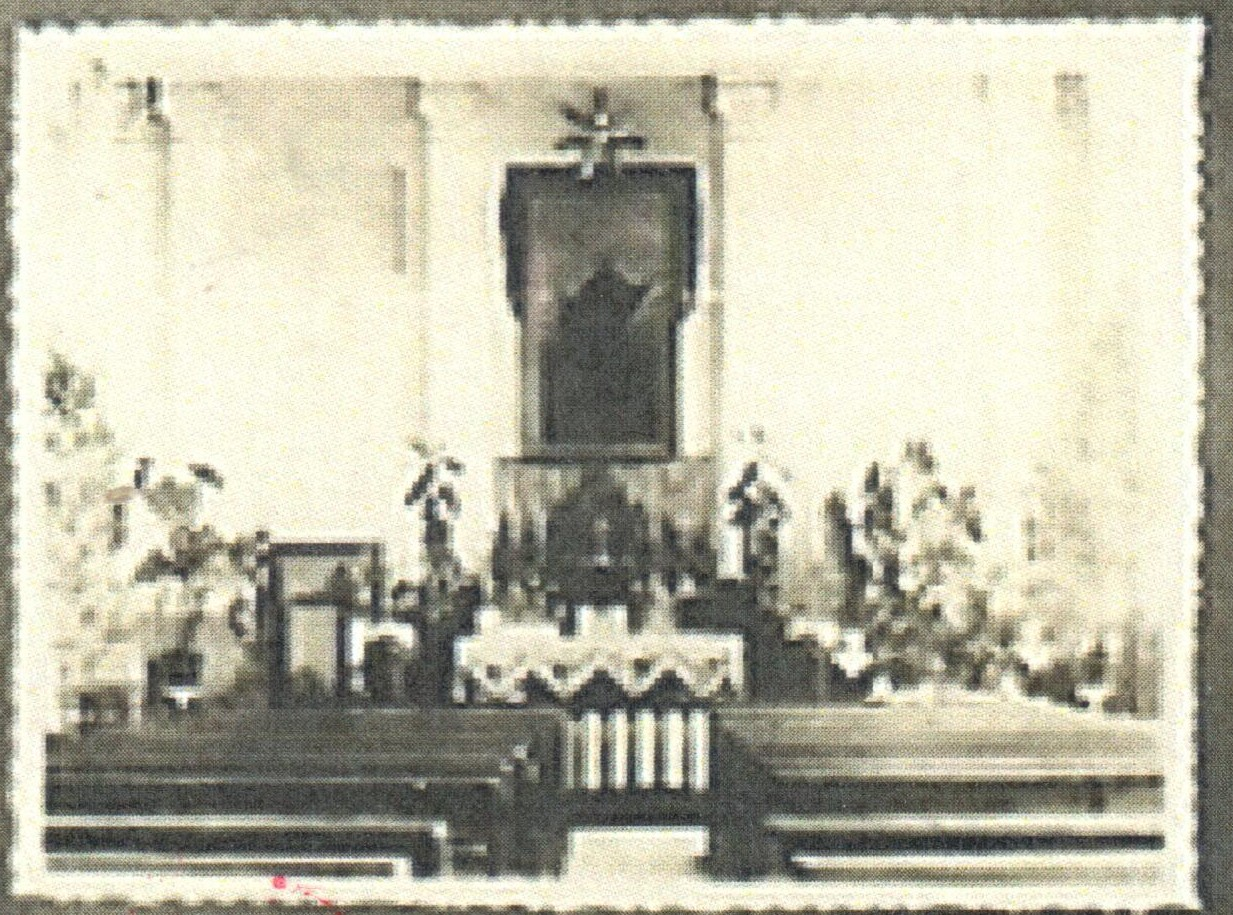
Mniejsza kaplica w Collegium

## Powstanie kaplicy
Przed wojną Collegium Bobolanum miało co najmniej dwie kaplice w budynku Wydziału. Prawdopodobnie podczas i krótko po wojnie kapelni mogli korzystać z przedwojennych kaplic zakonnych. Jednak rozkazem Michała Roli-Żymierskiego od roku 1947 za duszpasterstwo odpowiadała Parafia Garnizonu Lublin i od tego czasu msze nie były już sprawowane w budynkach szpitalnych. Od 30 lipca 1990 dzięki staraniom proboszcza garnizonowego w budynku utworzono kaplicę pw. Matki Bożej Bolesnej, w dawnym refektarzu zakonnym. W roku 1994 formalnie erygowano kaplicę i wyznaczono kapelana szpitala, który codziennie odprawia mszę i nabożeństwa oraz odwiedza chorych.
W 2021 odnowiono kaplicę, ustawiono nowy ołtarz i ambonkę, oraz zawieszono nowy krucyfiks i stacje drogi krzyżowej. Nowe elementy wystroju zaprojektował ks. Marek Dobosz. Stacje drogi krzyżowej nawiązują do tych z bazyliki w La Salette. W podstawie ołtarza umieszczono jest herb Towarzystwa Jezusowego, jako pamiątkę pierwszych gospodarzy.

## Wystrój kaplicy

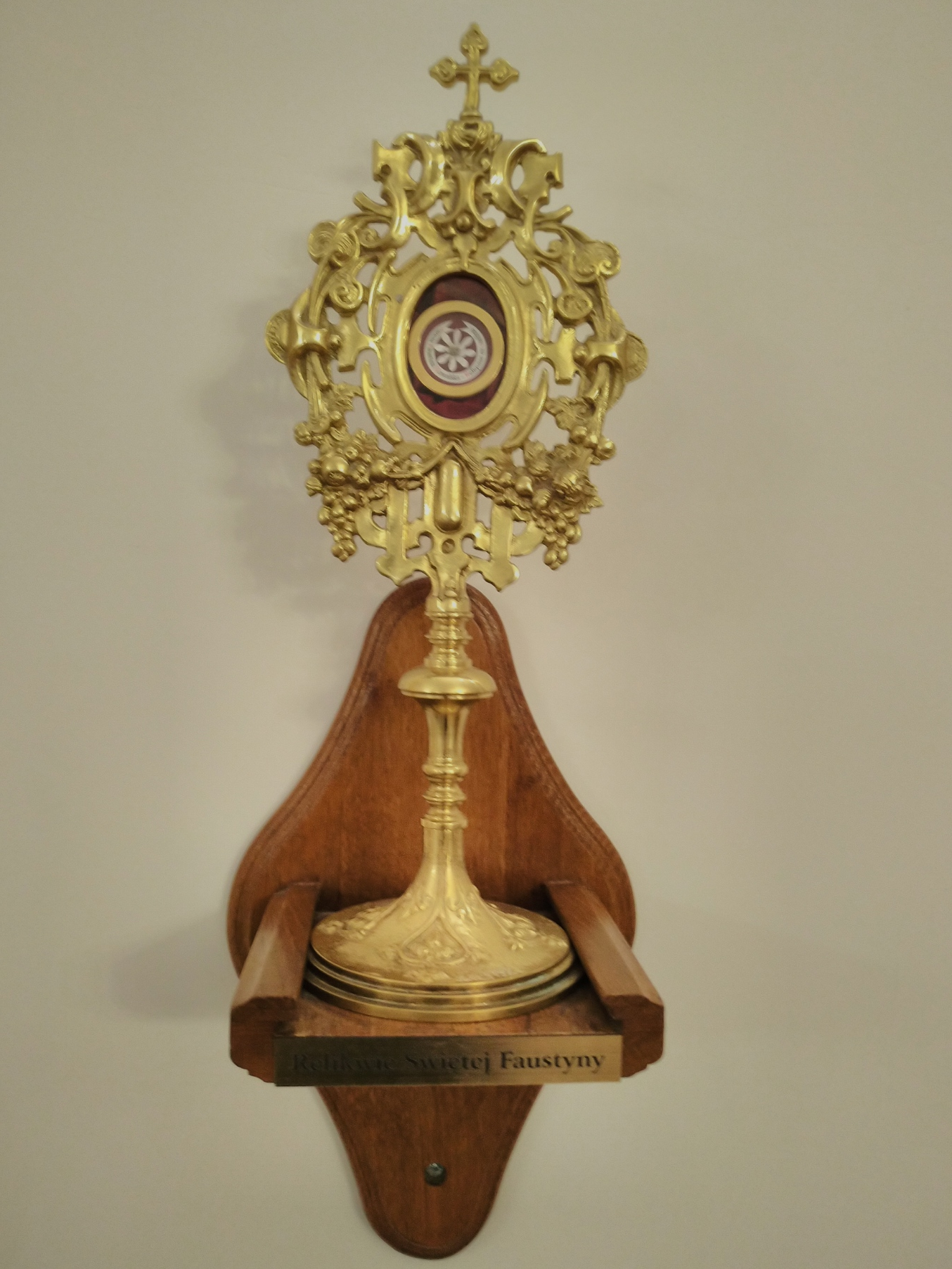
Relikwiarz św. Faustyny

Ołtarz, ambonka, krzyż i droga krzyżowa (stalowe z elementami drewnianymi). Obrazy: obraz Jezusa Miłosiernego (kopia obrazu Adolfa Hyły), obraz i relikwiarz św. Faustyny, portret św. Jana Pawła II, obraz Świętego Józefa (kopia fragmentu obrazu „Dzieciństwo Jezusa” Gerrita van Honthorst).